# Língua ikizu
Ikizu (Ikikizu, Kiikiizo) é uma língua a Bantu falada pelos Ikizus do norte da Tanzânia. Seus dialetos são Ikizu próprio e Sizaki. Maho (2009), porém, trata Sizaki (Shashi) como uma língua separada. Ethnologue 16 eliminou o código ISO do Sizaki e o juntou ao do Ikizu.

## Escrita
O alfabeto latino na sua forma usada pelo Ikizu não apresenta as letras Q, V, X, nem as letras B e C isoladas, mas como Bh e Ch; usam-se as vogais I e U simples e também com barra. Usam-se as formas Ny, Ng’, Sh; e os grupos 'Mb, Nd, Ng, Nj, Nz';